# 신평 이씨
신평 이씨(新平李氏)는 충청남도 당진시 신평면을 본관으로 하는 한국의 성씨이다. 백제 시대 말기의 사평현(沙平縣) 호족(豪族)이었던 이인수(李仁壽)를 시조로 한다.

## 기원
《무오보(戊午譜)》에 따르면 초조(初祖) 이인수(李仁壽)는 백제의 사평현(沙平縣) 호족(豪族)이었다. 이인수(李仁壽)의 아들인 이주(李珠)는 백제 시대 말기의 공신으로 신평공에 봉해졌고 이주(李珠)의 증손자 이석덕(李碩德)은 신라 아찬을 지냈다고 한다.

## 역사
중시조 이덕명(李德明)은 고려에서 문하시중 평장사를 지냈다. 시호는 문간(文簡)이다. 이덕명의 묘소는 충청남도 당진시 송악면 오곡리에 있고 음력 10월 1일에 향사한다.
이덕명(李德明)의 아들 이환(李桓)은 지영광군사(知靈光郡事)를 역임했고, 그의 맏아들 이임(李稔)은 지문하부사(知門下府事)를, 차남 이비(李秘)는 전리정랑(典吏正郞)을 지냈다고 한다.

## 본관
신평(新平)은 충청남도 당진시에 속한 지명이다. 백제시대 사평현(沙平縣)이었다. 757년(신라 경덕왕 16년)에 신평현(新平縣)으로 고치고, 혜성군(槥城郡:지금의 당진군 면천면)의 속현(屬縣)이 되었으며, 1018년(고려 현종 9년) 홍주(洪州)에 예속되었다. 1895년(조선 고종 32년) 면천군(沔川郡)에 편입되었고, 1906년(광무 10년)에 오천에 속했다가 1914년 면천군이 없어지면서 인접면의 일부를 병합하여 신평면(新平面)으로 개칭하고 당진군에 편입되었다.
위치상으로 보아 조선시대에는 주읍(主邑)인 홍주목(洪州牧)과는 덕산(德山)을 사이에 둔 월경처(越境處)였다. 신평(新平)이란 지명유래는 바다가 꺼져 한진포(漢津浦)가 생길 때 산으로 형성되었던 지역이 넓은 평야 또는 갯벌로 변한 데서, 새롭게 생긴 들이라는 뜻으로 신평(新平)이라 하였다 한다.

## 분파
- 괴당공파(槐堂公派) - 파조 사헌부 장령 이천계(李天啓)
- 문정공파(文定公派) - 파조 집현전 부제학 이성언(李誠彦) ※ 明皇帝太宗賜名可種(명황제태종사명가종)
- 사인공파(舍人公派) - 파조 중서사인 이원상(李元祥)
- 문안공파(文安公派) -파조  의정부 찬성 이첨(李詹)
- 사재공파(司宰公派) - 파조 전객령 이자소(李自紹)
- 판서공파(判書公派) - 파조 증호조판서 이상(李祥)

### 분관
- 담양 이씨

## 인물
- 이첨(李詹, 1345년 ~ 1405년) : 이덕명의 7세손. 1368년(고려 공민왕 17년) 문과에 급제하여 좌대언(左代言)과 지신사(知申事) 등을 지내고, 조선 개국 후 1398년(조선 태조 7년) 이조전서(吏曹典書)를 거쳐 1402년(태종 2) 지의정부사(知議政府事)에 올라 대사헌을 겸했으며, 1403년 예문관대제학이 되었다. 『삼국사략(三國史略)』과 소설『저생전(楮生傳)』을 저술하였고, 유저로『쌍매당협장문집(雙梅堂篋藏文集)』이 있다. 시호는 문안(文安)이다.
- 李坡(이파):  이덕명의 8대손으로 工曹典書(공조전서)를 지냈다.

- 李昶(이창): 쌍매당 이첨의 손자로 지보성군사(知寶城郡事)와 해주목사(海州牧使)를 지냈다.
- 李祥(이상): 資憲大夫 戶曹判書(자헌대부 호조판서)에 증직되고 세종조에 旌閭(정려)되었다. 輿地圖書>忠淸道>沔川 孝子進士李祥八歲爲倭賊所虜留七年倭人感其幼還送本國父母之喪只啜水居廬六年世宗朝旌閭五子登科以長子宗孝秩職 贈戶曹判書]
- 李可種(이가종): 초휘는 성언(誠彦)이고, 시호는 文定(문정)이다.  명나라 태종에게 『글 잘하고, 밝고, 청렴하니 좋은 지초(芝草)는 뿌리가 있고 아름다운 곡식은 씨가 있는 법이다. 참으로 씨를 할 만한 사람이다』하고 특별히 可種(가종)이란 이름을 하사하였고, 집현전부제학을 지냈다.
- 李宗孝(이종효): 贈戶判公(증호판공) 이상의 다섯 아들 중 장남이다.  原從2等功臣(원종2등공신)이고, 武科(무과)와 武科重試(무과중시)에 급제하였으며 嘉靖大夫(가정대부)로 충청, 경상, 전라 都節制使(도절제사: 兵馬節度使)를 역임하였고 中樞院副使(중추원부사)를 지냈다. 건주여진을 토벌하였다.
- 李宗睦(이종목):  贈戶判公(증호판공) 이상의 다섯 아들 중 셋째아들이다. 가정대부로 원종2등공신이고 충청도병마절도사와 동지중추원부사이다. 지기장현사, 지벽동군사 삭천부사, 상호군, 함길도경차관, 첨지중추원사, 함길도점마별감, 전라도수군처치사, 강원도조전절제사, 공조참의, 병조참의, 동지중추원사, 충청도도절제사, 충청도병마절제사를 지냈다.
- 李幹(이간): 小科(소과)는 特別試(특별시)로 합격하였으며, 1453년(단종 원년 癸酉 4月 15日)增廣試(증광시)로 문과에 급제하였으며 承文院校勘(승문원교감) 司䆃寺副正(사도시부정) 통정대부 홍문관교리 의정부舍人(사인) 判校兼春秋館編修官(판교겸춘추관편수관)을 지내고 1479년(成宗10년) 卒하였다.
- 李季宗(이계종):  字는 正卿(정경)이고 일찍이 생원에 합격하여, 연산군 12년 병인 4월16일 별시문과에 급제하여, 대표관직은 통훈대부 군자감정이고, 병조정랑겸춘추관기주관을 지내고 통정대부 승정원도승지겸지제교겸경연참찬관춘추관수찬관예문관직제학상서원정에 증직되었으며, 정국원종공신이다.
- 李欽老(이흠노):  1425년(세종 7년) 7월 5일에 태어나 武科重試(무과중시)에 급제하였고, 資憲大夫(자헌대부) 北道兵馬節度使(북도병마절도사)를 지내고 1476년(성종 7년 병신) 10월 25일 52세로 졸하였다고 되어 있다.
- 李欽碩(이흠석): 족보에는 欽碩으로 하고 欽石이라고도 한다고 했으나, 《왕조실록》에는 欽石으로 되어 있으니 공식적인 諱는 欽石으로  본다.  武정2품 자헌대부 경상우도병마절도사 북도병마절도사겸 오위도총부부총관을 지냈다.  건주여진을 정벌하였다.
- 李洙(이수): 贈崇祿大夫(증숭록대부)贈領議政(증영의정)이 되고 世宗朝(세종조) 文科(문과)에 급제, 校理(교리) 吏曺叅議(이조참의) 大司成(대사성) 漢城判尹(한성판윤) 工曹判書(공조판서) 義禁府判義禁(의금부판의금) 등을 지냈다.
- 李達(이달) : 삼당시인(三唐詩人)이고 허균, 허난설헌의 스승이다. 유고에 <손곡집>이 있다.  1539년(중종 34년) 3월 16일~1612년(광해 4년) 2월 25일로 추정된다.  字는 益之(익지), 達夫(달부) 號는 蓀谷(손곡), 東里(동리), 西潭(서담)이다.
- 李萱(이훤): 1474年(성종 10년) 태어나서 동래부사 경상좌수사 길주목사 가선대부 영안북도병마절도사를 지냈다.
- 李蘭(이란): 茂山萬戶(무산만호), 慶源判官(경원판관),馬梁鎭僉使(마량진첨사)와  武통정대부로 길주목사를 지냈다. 의병장 정문부와 함께 쌍포에서 왜군을 무찔렀다.
- 李蕙(이혜): 경상도병마절도사이다.  형 병마절도사 萱(훤)公의 遺事(유사)에 훤公이 마량진첨사인 셋째 동생인 公과 함께 왜적을 쌍포 아래에서 쳐부쉈다는 내용이 나온다.  무용이 절륜했다고 한다.
- 李世純(이세순): 중종 무자년에 생원에 합격하고 南臺掌令(남대장령 ;족보) 봉정대부 군자감봉사를 지냈고, 자헌대부 이조참판겸동지의금부사를 증직 받았다. 李退溪(이퇴계)와 同榜(동방)이고 趙光祖(조광조)의 門下(문하)로 成守琛(성수침) 趙昱(조욱)과 道義(도의)로 사귀었고, 權轍(권철) 李蓂(이명)과 오랜 친구이며, 문장과 행의와 필법이 유명하고 經學(경학) 5 문집이 전한다
- 李世健(이세건): 통정대부 사간원 대사간, 상의원제조를 지내고 가정대부가 되었으며, 계미년에 사마, 을유년에 문과에 급제하였으며 삼사(사간원 사헌부 홍문관)와 목사, 안동부사를 지내고 대사간에 이르렀다.
- 정부인(貞夫人) 인천채씨(仁川蔡氏): 경기관찰사 이거의 어머니로 백세부인이라 칭하였으며,  1605년 4월 인조의 장인인 한준겸(韓浚謙, 1557~1627)의 제의로 나이가 70세 이상이 된 부모님을 모시고 있는 재상 13명이 참여하여 봉로계(奉老契)를 만들었다. 이들은 ‘우리들은 각자 노모를 모시고 있으니, 백세부인(百歲夫人, 이거의 어머니 채씨를 가리킴)을 모시고 함께 헌수(獻壽)하는 것이 마땅하다’는 데 의견을 모으고, 경수연을 4월 9일 개최하였다. 당시의 잔치를 기록한 <경수연도>가 전한다.  선조는 전국에 특명을 내려 잔치에 필요한 물품과 경비를 돕게 했다. 또 난리가 끝난 지 얼마 되지 않은 때라 나라에 풍악을 울리지 못하도록 했지만, 노모들이 언제 돌아가실지 모르니 궁중의 악공들을 동원, 음악을 연주하도록 허락 해주었다.
- 李蘧(이거) : 가선대부(嘉善大夫) 경기관찰사겸순찰사(京畿觀察使巡察使) 병마수군절도사(兵馬水軍節度使) 개성부유수(開城府留守) 이공(李公)의 휘(諱)는 거(蘧)이고, 자(字)는 중상(仲常), 호(號)는 남촌(南村)이다. 내외 수십관을 지내고 선무원종공신과 광국원종공신이다.
- 李文荃(이문전) : 경기감사 蘧(거)公 의 3남이고 從叔(종숙) 병절교위 遇(우)公의 양자가 되었다. 字는 馨夫(형부)이고 훈련대장을 지냈다. 선조17년 갑신년에 무과에 급제하여 황해도병마절도사 충청수군절도사 전라수군절도사 경기수군절도사 오위도총부 부총관을 지냈다. <장신록>에 올라있다. 《紀年便攷(기년편고)》에는 문전公에 대하여 아래와 같이 실려 있다. 【李文荃 李文荃蘧子兄弟八人字馨夫有絶倫之力宣祖丙子登武科歴畿水忠兵光海朝登壇拜訓將)癸亥方謀舉義李曙以舊幕㣲探其意文荃不應曙曰義人也仁祖】
- 李天啓(이천계, 1507년 ~ 1550년) : 이첨(李詹)의 후손으로 1537년(중종 32) 식년문과에서 병과로 급제하고, 1545년(명종 즉위년) 사헌부장령에 제수되었으나 이기(李芑)의 무고를 받아 삭탈관직되었고 유배되었다. 1567(선조 즉위년) 신원(伸寃)되었다. 자는 亨白(형백) 호는 槐堂(괴당)이다. 문과급제후 예문관 검열, 사서 병,호조정랑 이조좌랑 의정부 사인 영남어사 경상도사 사헌부 장령을 지냈다.
- 李夢境(이몽경): 효자이다. 《국조인물고(國朝人物考)》에  효행록이 있다.  명종조에 정려되었다.
- 李溍(이진): 생원,진사,문과에 급제하다. 경기관찰사 거(蘧)公의 차남 문명(文蓂)公의 아들이다.  8간보에 의하면 ‘자를 진숙(晋淑), 호를 매촌(梅村)이라하고, 1590년(선조 23년) 12월 22일 태어났으며, 광해 정사(光海丁巳)에 생원, 진사 양장(兩場)에 합격하여, 사도주부, 신창현감을 역임(歷任)하였고, 인조 13년 을해(1635년) 증광문과(增廣 文科) 을과(乙科)에 급제하여 예문관 검열, 호조정랑, 병조정랑, 임피현령을 역임하였으며 1643년(인조 21년) 정월 5일 향년 54세로 졸하였다.
- 李東植(이동식) :1629년(인조 7년) 태어나, 1675년(숙종 1년) 증광문과에 급제하였고 성균관 전적, 훈대부 이조정랑겸춘추관기주관을 지냈다.
- 李元老(이원로): 진무공신이다. 1576(선조 9년)생으로 1603년 (선조 36년) 계묘정시무과(癸卯庭試武科) 병과(丙科)로 급제하고, 절충장군 행보을하진병마첨절제사, 공조참판을 역임하고 1654년(효종 5년) 11월 14일 향년 79세로 졸하다.
- 李昫(이구): 1596년(선조 29년) 11월 14일 출생하였고, 1618년(광해 10년) 무오식년시(戊午式年試) [생원] 2등(二等)으로 합격하고, 1624년(인조 2년) 갑자증광시(甲子增廣試) 을과(乙科) 1위로 급제하였다. 영천군수로 재임하던 약 360여 년 전 조선시대(1654년)에 開刊(개간)한 구황서(救荒書)인 영천 구황촬요(救荒撮要)｣와 수민방(壽民方)을 발간하였다.
- 李碩儒(이석유): 무과에 급제하여 내금위장 길주목사를 지냈으며 영조의 신임을 받았다.
- 李吉儒(이길유): 자(字)는 사적(士迪), 호는 五好堂(오호당)이다.  일본 통신사(무진사행(戊辰使行)에 군관으로 다녀왔고 내금위장등 여러 관직을 지내고, 경상우도 병마절도사를 역임하였다.
- 李定稷(이정직): 조선말 실학자이다.  자는 형오(馨五), 호는 석정(石亭)이다.  자신의 학문을 체계화한 《연석산방미정문고(燕石山房未定文庫)》(11책) 등을 남겼는데, 이후 조선시대의 고전적인 학문을 근대적인 학문으로 전환하는 데 큰 역할을 했다. 당시 구례의 황현(黃玹:1855~1910)과 만경(萬頃)의 이해학(李海鶴)과 더불어 호남삼걸이라 불렸다. 또 시경주해(詩經注解), 시학증해(詩學證解), 소여록(燒艅錄), 간오정선(刊誤精選), 소시주선(蘇詩註選) 등이며 성리학(性理學)에서는 연석산방미정문고(燕石山房未定文藁)가 있고 이밖에 어음학(語音學), 천력학(天曆學), 술수학(術數學) 등에 관한 책이 여러 권이 있다. 이 가운데 시문의 일부를 간추려 석정집 3권이 현재 전하고 있다. 이 저서들은 당시 우리 학계에 크나큰 영향을 미친 중요한 자료로서 조선조의 고전적인 학문 체계에서 근대적인 학문체계로 전환시키는데 큰 역할을 했던 중요한 자료들이다.
- 이준섭(李俊燮, 1933년 ~ 2015년) : 제10대 국회의원
- 이석우(李錫雨,1956~)국무총리 비서실 공보실장  국무총리 비서실장 제1대 시청자미디어재단 이사장  자유한국당 디지털정당위원회 위원장 등

- 이의경李儀卿(약학자)|(1962년 ~ ) 제5대 식품의약품안전처장 성균관대학교 약학과 교수.
- 이영진 李榮眞(판사)|(1961년 ~) 헌법재판관(2018~ ) 서울고등법원 부장판사. 제32회 사법시험 수석합격  성균관대학교(법학)졸업

## 집성촌
- 충청남도 당진시
- 충청남도 홍성군
- 충청남도 예산군
- 충청남도 서산시
- 충청남도 아산시
- 충청남도 청양군
- 세종특별자치시
- 충청북도 보은군 내북면 산성리
- 충청북도 청주시
- 충청북도 괴산군
- 충청북도 음성군 생극면 생리(생골이씨 : 증참판 휘 원벽후손)
- 충청북도 충주시 신니면 화석리(화골이씨 : 증참판 휘 원벽후손, 종손이 거주)
- 경기도 장단군 강상면 마상리
- 경기도 용인시 내사면 주북리
- 경기도 파주시 파주읍
- 전라북도 김제시 백산면 상정리, 검산리
- 전라북도 완주군 조촌면 동산리
- 경상북도 상주시 외서면 이촌리

## 인구
- 2000년 10,241가구 33,185명
- 2015년 39,872명